# 1793
1793 (MDCCXCIII) var ett normalår som började en tisdag i den gregorianska kalendern och ett normalår som började en lördag i den julianska kalendern.

## Händelser

### Januari
- 21 januari – Den franske kungen Ludvig XVI halshuggs med giljotinen.
- 23 januari – Den andra styckningen av Polen-Litauen genomförs.

### Mars
- 9 mars – Ett upplopp utbryter bland studenter i Lund i Skåne.

### Maj
- Maj – Reuterholm sluter ett preliminärt försvarsförbund mellan Sverige och Frankrike där revolutionen pågår som bäst.

### Juni
- Juni – Lyons uppror mot Nationalkonventet bryter ut, ett rojalistiskt uppror i Frankrikes näst största stad, som kväses efter en belägring och leder till tusentals avrättningar.

### Juli

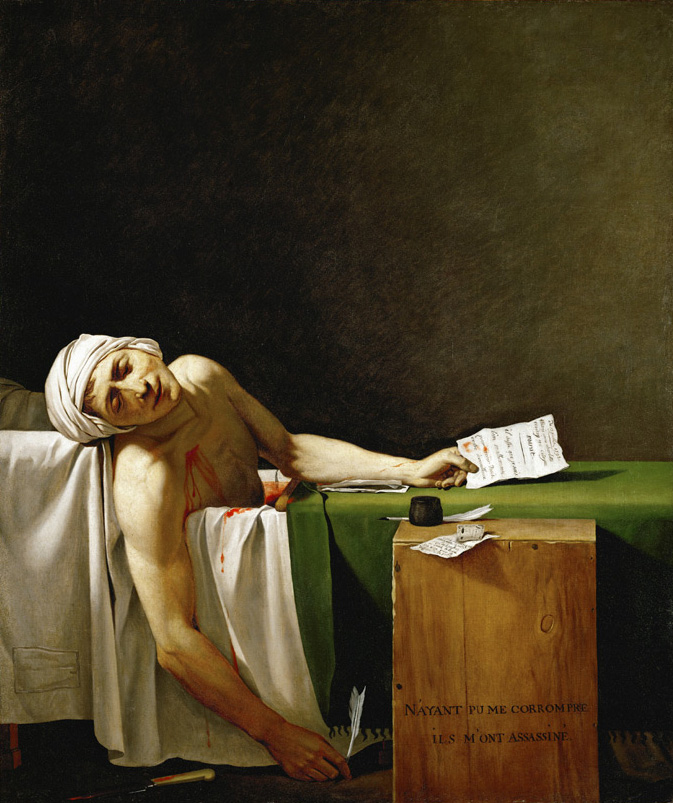
Jean Paul Marat knivmördas i badkaret av Charlotte Corday den 13 juli 1793

- 13 juli – Den franske tidningsmannen och revolutionspolitikern Jean Paul Marat knivhuggs till döds i sitt badkar av Charlotte Corday.

### Augusti
- 1 augusti – Uleåborgs slott förstörs av blixtnedslag.[1]

### September
- September – Den brittiske diplomaten George Macartney får audiens hos den kinesiske kejsaren Qianlong i Chengde.
- 17 september – Lagen om de misstänkta, som legitimerade arresteringen av alla misstänkte för kontrarevolutionär aktivitet, utlöser skräckväldet i Frankrike.

### Oktober
- 5 oktober – Revolutionskalendern införs i Frankrike
- 19 oktober – Svea Orden grundas i Stockholm.

### December
- 18 december – Den Armfeltska sammansvärjningen mot Reuterholm upptäcks och de ansvariga fängslas.

### Okänt datum
- Den judiske hovjuveleraren och bankiren Michael Benedicks invandrar till Sverige. Han blir den förste mosaiske trosbekännaren som har en högre ställning inom svenskt näringsliv.
- Dramatens lokal, Stora Bollhuset, rivs, varvid Dramaten får flytta in i den så kallade Arsenalen istället.

## Födda

### Första kvartalet

#### Januari
- 13 januari – Lucretia Mott, amerikansk abolitionist. (död 1880)

#### Februari
- 13 februari – Philipp Veit, tysk målare. (död 1877)

#### Mars
- 30 mars – Juan Manuel de Rosas, argentinsk militär och politiker. (död 1877)

### Andra kvartalet

#### April
- 13 april – Rinaldo Rinaldi, italiensk skulptör. (död 1873)
- 15 april – Friedrich Georg Wilhelm von Struve, tysk astronom. (död 1864)
- 27 april – Peleg Sprague, amerikansk politiker och jurist. (död 1880)

#### Maj
- 4 maj – William Cabell Rives, amerikansk politiker och diplomat. (död 1868)

#### Juni
- 3 juni – Antoni Malczewski, polsk poet. (död 1826)
- 25 juni – Isaac L. Varian, amerikansk politiker. (död 1864)

### Tredje kvartalet

#### Juli
- 14 juli – George Green, brittisk matematiker och fysiker. (död 1841)

#### Augusti
- 25 augusti – Heinrich Rathke, tysk anatom och zoolog. (död 1860)

#### September
- 19 september – Johann Hermann Mankell, tysk-svensk lärare, musiker och kompositör. (död 1835)

### Fjärde kvartalet

#### Oktober
- 14 oktober – Erik Johan Stagnelius, svensk lyriker. (död 1823)
- 28 oktober – Eliphalet Remington, amerikansk vapentillverkare. (död 1861)

#### November
- 28 november – Carl Jonas Love Almqvist, svensk författare. (död 1866)

#### December
- 28 december – Karl Friedrich Neumann, tysk orientalist och historiker. (död 1870)

## Avlidna

### Första kvartalet

#### Januari
- 4 januari – Bengt Lidner, 35, svensk poet.
- 21 januari – Ludvig XVI, 38, kung av Frankrike 1774–1792, avrättad.
- 24 januari – Eric Peter Älf, 27, svensk poet.

#### Februari
- 8 februari – Gustaf Cronhielm, 51, svensk militär.

#### Mars
- 2 mars – Carl Gustaf Pilo, 81, svensk konstnär.
- 18 mars – Karl Abraham von Zedlitz, 62, preussisk politiker.

### Andra kvartalet

#### April
- 2 april – Carl Fredrik von Röök, 67, svensk militär.

#### Maj
- 7 maj – Pietro Nardini, 71, italiensk violinist och kompositör.
- 19 maj – Jean Eric Rehn, 76, svensk arkitekt och gravör.
- 26 maj – Eliza Lucas, 70, amerikansk agronom.

#### Juni
- 4 juni – Joachim Bernhard von Prittwitz, 67, preussisk militär.
- 14 juni – Gabriel Wennerstedt, 64, svensk militär.

### Tredje kvartalet

#### Juli
- 5 juli
  - Alexander Roslin, 74, svensk porträttmålare.
  - Peter Anton von Verschaffelt, 83, flamländsk skulptör och arkitekt.
- 13 juli – Jean Paul Marat, 50, fransk tidningsman och revolutionspolitiker, mördad.
- 26 juli – Nils Åvall, 57, svensk konstnär.

#### Augusti
- 15 augusti – Johan Casper von Böhnen, 71, svensk ämbetsman.

#### September
- 11 september – Pehr Rudin, 59, svensk tidningsman.
- 20 september – Fletcher Christian, 28, brittisk sjömilitär.
- 29 september – Jean Baptiste François Bulliard, 40, fransk botaniker.

### Fjärde kvartalet

#### Oktober
- 16 oktober – Marie-Antoinette, 37, drottning av Frankrike, avrättad.
- 20 oktober
  - Gustaf Cederstam, 74, svensk jurist.
  - Lars Laurel, 88, svensk filosof.
- 31 oktober
  - Jacques Pierre Brissot, 39, fransk politiker och journalist, avrättad.
  - Jean-Louis Carra, 51, fransk politiker, avrättad.
  - Armand Gensonné, 35, fransk politiker, avrättad.

#### November
- 3 november – Olympe de Gouges, 45, fransk författare och politisk aktivist, avrättad.
- 8 november – Manon Roland, 39, fransk politiker, avrättad.
- 11 november – Johan Gabriel Bergman, 61, finländsk läkare.
- 12 november – Jean Sylvain Bailly, 57, fransk astronom och statsman, avrättad.
- 29 november
  - Antoine Barnave, 32, fransk politiker, avrättad.
  - Fredric Jacob Nordencreutz, 69, svensk militär och politiker.

#### December
- 8 december – Madame du Barry, 50, fransk kurtisan, Ludvig XV:s älskarinna, avrättad.
- 9 december – Yolande de Polignac, 44, fransk hovdam.

### Okänt datum
- Im Yunjidang, koreansk författare och filosof.

### Fotnoter
1. ↑  ”Uleåborg”. Arkiverad från originalet den 16 juni 2008. https://web.archive.org/web/20080616171135/http://www.ouka.fi/city/svenska/nahtavaa.htm. Läst 13 februari 2011.